# Altopiano di Kaema
L'altopiano di Kaema (개마고원?, 蓋馬高原?, Kaema kowŏnLR) è un tavolato situato nella parte settentrionale della Corea del Nord. Soprannominato il «tetto della penisola coreana», l'altopiano di Kaema confina a nord con il monte Paektu (2744 m), a ovest con la catena dei monti Nangnim, a est con le coste del mar del Giappone (mare Orientale) e a sud con l'estremità settentrionale dei monti T'aebaek. L'altopiano si eleva per 1000–2000 m e si estende su una superficie di circa 40.000 km². L'agricoltura nella regione si basa sul tradizionale incendio controllato dei campi per coltivare miglio, fagioli, avena e patate. L'area possiede anche importanti risorse forestali.